# Skidoo (film)
Skidoo è un film del 1968 diretto da Otto Preminger, interpretato da Jackie Gleason e Carol Channing, scritto da Doran William Cannon e prodotto dalla Paramount Pictures.

## Produzione
La sceneggiatura è una satira sullo stile di vita contro-culturale degli anni sessanta e i suoi luoghi comuni (gli hippy, i figli dei fiori, l'amore libero, l'antimilitarismo del "peace and love", l'uso dell'LSD). Oltre a Gleason e Channing, recitano con dei camei anche Frankie Avalon, Fred Clark, Michael Constantine, Frank Gorshin, John Phillip Law, Peter Lawford, Donyale Luna, Burgess Meredith, George Raft, Cesar Romero, Mickey Rooney e Groucho Marx che interpreta la parte del boss "Dio" (all'età di 77 anni, fu la sua ultima apparizione cinematografica).

### Colonna sonora
Il cantautore Harry Nilsson, autore della colonna sonora, appare in alcune brevi scene.